# 托卡切區
8°11′13″S 76°31′06″W / 8.1870°S 76.5182°W
托卡切區（西班牙語：Distrito de Tocache），是秘魯的一個區，位於該國中北部聖馬丁大區的托卡切省，始建於1940年5月7日，面積1,142平方公里，海拔高度497米，2005年人口25,974，人口密度每平方公里23人。